# Евролига по пляжному футболу 2020
Евролига по пляжному футболу 2020 (EBSL) является ежегодным европейским турниром по пляжному футболу. В соревнованиях участвуют сборные по пляжному футболу, которые играют в течение летних месяцев. Каждый сезон заканчивается Суперфиналом, который определяет победителя турнира.
В этом сезоне, участие примут двенадцать команд в Дивизионе А и шестнадцать команд в Дивизионе В, которые на каждом этапе будут противостоять друг другу по круговой системе. Каждый дивизион имеет свои собственные правила и формат конкурса.
В связи с пандемией COVID-19 все соревнования по пляжному футболу под эгидой BSWW были отменены до 1 июня 2020 года.
Промофинал изначально должен был пройти с 19 по 23 августа в Кишинёве. Однако за день до турнира было сообщено, об неготовности Молдавии принять турнир, не раньше следующего года.

## Изменение регламента
В связи с всемирной пандемией старт сезона был отложен на август. 8 июля был представлен календарь на сезон 2020. Сперва в Молдавии с 19 по 23 августа должен был состояться Промофинал Евролиги, по итогам которого сразу 4 команды повысятся в дивизион А на сезон 2021. Затем в Фигейра-да-Фош с 1 по 6 сентября должен был пройти Суперфинал, в котором примут участие 12 лучших команд Европы. Однако, стадион в Кишинёве не был вовремя сдан в эксплуатацию, из-за этого Промофинал пришлось отменить. В то время Суперфинал был перенесен в Назаре, где со 2 по 6 сентября приняли участие всего лишь 5 команд.

## Календарь и места проведения
| Даты         | Страна     | Город  | Стадия     |
| ------------ | ---------- | ------ | ---------- |
| 2-6 сентября | Португалия | Назаре | Суперфинал |

### Дивизион A
- Португалия (1)
- Италия (2)
- Россия (3)
- Испания (4)
- Швейцария (5)
- Беларусь (6)
- Украина (7)
- Франция (8)
- Польша (9)
- Германия (10)
- Азербайджан (11)
- Турция (13)

## Суперфинал, Назаре (2-6 сентября)
- Португалия (H)
- Италия
- Россия
- Испания
- Швейцария
- Беларусь
- Украина
- Франция
- Польша
- Германия
- Азербайджан
- Турция

#### Групповой этап
| Поз | Команда    | И | В | ВО | П | ГЗ | ГП | +/- | О  | Примечание |
| --- | ---------- | - | - | -- | - | -- | -- | --- | -- | ---------- |
| 1   | Португалия | 4 | 4 | 0  | 0 | 20 | 7  | +13 | 12 |            |
| 2   | Швейцария  | 4 | 3 | 0  | 1 | 27 | 16 | +11 | 9  |            |
| 3   | Украина    | 4 | 1 | 1  | 2 | 14 | 13 | +1  | 4  |            |
| 4   | Франция    | 4 | 1 | 0  | 3 | 9  | 28 | -19 | 3  |            |
| 5   | Германия   | 4 | 0 | 0  | 4 | 14 | 20 | -6  | 0  |            |

| 2 сентября 2020 | Украина | 3:3 (доп. вр.) (4 : 3 пен.) | Германия |  |

| 2 сентября 2020 | Франция | 0:7 | Португалия |  |

| 3 сентября 2020 | Швейцария | 10:2 | Франция |  |

| 3 сентября 2020 | Португалия | 4:1 | Германия |  |

| 4 сентября 2020 | Германия | 4:5 | Франция |  |

| 4 сентября 2020 | Украина | 2:4 | Швейцария |  |

| 5 сентября 2020 | Швейцария | 8:6 | Германия |  |

| 5 сентября 2020 | Португалия | 4:2 | Украина |  |

| 6 сентября 2020 | Украина | 7:2 | Франция |  |

| 6 сентября 2020 | Португалия | 5:4 | Швейцария |  |